# おうちドリンクバー
おうちドリンクバーとは、サントリー食品インターナショナルが販売する濃縮タイプ飲料のシリーズである。
この製品は、カラオケ店などにあるドリンクバーのおいしさや楽しさを、自宅でも体験してほしいという考えから誕生した。2024年4月23日には、第1弾となる「POPメロンソーダ」と「C.C.レモン」が発売された。

## 開発

### 背景
ライフスタイルの多様化や世帯人数の減少により、皆で分け合えることを売りとした大容量ペットボトル入り炭酸飲料の売れ行きは落ちていた。
また、コロナウイルスの流行による健康志向の高まりにより糖分が避けられていた。同様の理由から、在宅勤務中の気分転換のアイテムとして炭酸水の人気が集まり、家庭で普及するにつれ、濃縮タイプの飲料にも注目が集まった。このような背景を受け、サントリーでは2023年に商品化を検討していた。
コロナ禍で炭酸水の人気があったとはいえ、知名度がそこまで高くなかったため、炭酸水で割って飲む斬新さと、味への安心感を両立させる観点から、フレーバーは「POPメロンソーダ」や「C.C.レモン」をはじめ、既存商品を基にしている。
サントリーには「GREEN DA・KA・RA やさしい麦茶 濃縮タイプ」や「割るだけBOSS CAFE」といった濃縮タイプ飲料がすでに存在しており、これらはコーヒー豆を挽くといった手間が省けるといった利点があった。それとは逆に、「おうちドリンクバー」は炭酸水で割るという手間があるため、考案者は社内から利点を尋ねられた。そこで考案者はたこ焼きパーティーを引き合いに、「非合理的だが情緒的」が魅力であるとして社内の反対派を説得した。

### 味覚設計
おうちドリンクバーの製品群は、元になった製品とは味覚設計が若干異なる。これは、シーンや好みによって、望む濃さが異なるため、どのような濃度であっても、元になった製品の味の範疇に収まるようにしてあるためである。また、炭酸水以外の飲み物で割ることも想定され、試行錯誤が繰り返された。

### 商品名・パッケージ
「おうちドリンクバー」は、「希釈されているからこそできる楽しい飲料体験」を訴求するために名付けられた。
2024年問題を踏まえ、340mlのペットボトル容器が採用された。
2025年2月のペプシコーラのラインナップ追加に伴い行われたリニューアルでは、濃縮タイプであることを示すためパッケージに「原液」という文字があしらわれた。

### ラインナップの拡大
発売当初は「 POPメロンソーダ」と「C.C.レモン」の2種類のみだったが、9月には「デカビタC 」が加わった。
ペプシコーラは既存ファンが多いことから、顧客の体験価値の向上、ならびにユーザ拡大への期待から2025年2月に発売され、開発にはペプシコも協力した。

## ラインナップ
| 商品名          | 発売日        | 備考 |
| --------------- | ------------- | ---- |
| POPメロンソーダ | 2024年4月23日 |      |
| C.C.レモン      | 2024年4月23日 |      |
| デカビタC       | 2024年9月2日  |      |
| ペプシコーラ    | 2025年2月18日 |      |

## 広報
ブランドの公式Instagramでは、定番の炭酸割りに加え、C.C.レモンの牛乳割りこと「C.C.レモンラッシー」といったアレンジレシピも公開されている。
また、2024年9月の「デカビタC」発売に際しては、プロモーションに人気TikiToker4人を起用し、「おうちドリンクバー＃原液実験」と称した本製品群を用いたオリジナルドリンクを作るプロジェクトを展開した。

## 反響
定番商品の原液ということもあり、2024年は数量ベースで、サントリーの想定の2倍の販売水準を達成した。
また、メインユーザーは30代から40代のファミリー層だが、原液を割ることへの目新しさから20代のユーザーもいる。